# Noreality
Noreality è il quinto album solista del rapper statunitense N.O.R.E., pubblicato il 28 agosto 2007 e distribuito dalla Babygrande Records. Partecipano Jadakiss, Kurupt, Capone, Three 6 Mafia, Swizz Beatz (anche produttore), Styles P e Kanye West. Alle basi spicca The Alchemist.
Il rapper esce dalla Def Jam e firma con l'indipendente Babygrande.

## Ricezione
| Recensione           | Giudizio |
| -------------------- | -------- |
| AllMusic             | [ 1 ]    |
| RapReviews.com       | [ 2 ]    |
| Entertainment Weekly | B        |
| HipHopDX             | [ 4 ]    |
| PopMatters           | [ 5 ]    |

Il disco ottiene recensioni miste. Marisa Brown di Allmusic trova qualche brano azzeccato (l'intro di Swizz Beatz) e altri meno, come ad esempio Sour Diesel, che secondo l'autrice musicale ha uno dei peggiori testi dell'anno e una delle peggiori basi: «La personalità di NORE [...] non è sufficiente per salvare queste canzoni [...] le sue rime sono troppo lente e troppo riciclate [...] il che rende Noreality casuale nel migliore dei casi e irritante nel peggiore.» Secondo Steve Juon di RapReviews l'album è salvato dalla produzione più che dai testi «completamente assurdi» e «senza senso»: «ci sono momenti in cui puoi trovare più profondità in un bicchierino pieno d'acqua che in una delle sue canzoni.»

## Tracce
Testi di N.O.R.E..
1. Set It Off (featuring J. Ru$$ & Swizz Beatz) – 3:06 (testo: J. Russell, Kaseem Dean – musica: Swizz Beatz)
2. That Club Shit (featuring Three 6 Mafia) – 3:49 (testo: A. Khorramian, O. Archie, Jordan Houston, Paul Beauregard – musica: OZ, Deacon)
3. Throw 'Em Under the Bus (featuring Jadakiss & Kurupt) – 3:55 (testo: A. Mieles, Jason Phillips, Ricardo Brown – musica: Tony Heath)
4. Cocaine Cowboys – 3:57 (Hazardis Soundz)
5. Green Light (featuring Capone & Final Chapter) – 3:52 (testo: – A. Joseph, B. Burke, Kiam Holley – musica: Algado)
6. Pop a Pill (featuring Deacon) – 4:25 (OZ, Deacon)
7. Sour Diesel (featuring Styles P) – 4:01 (testo: Damon Blackmon, David Styles – musica: Dame Grease)
8. Paternity Test – 4:48 (Kyze Beats)
9. I'ma Get You (featuring Kanye West & GLC) – 3:50 (testo: Alrad Lewis, Kanye West, Leonard Harris – musica: Boola)
10. Eat Pussy (featuring Tru-Life & Peedi Crakk) – 3:26 (testo: Khorramian, Archie, Pedro Zayas, Roberto Rosado – musica: OZ, Deacon)
11. The Rap Game – 4:18 (Kyze Beats)
12. Drink Champ – 5:19 (The Alchemist)
13. Shoes (featuring KC) – 2:40 (testo: Dakari St. Aimee, K. Douglas – musica: Dakari)

Durata totale: 51:26

## Classifiche
| Classifica (2007)         | Posizione massima |
| ------------------------- | ----------------- |
| US Independent Albums     | 34                |
| US Top Rap Albums         | 14                |
| US Top R&B/Hip-Hop Albums | 31                |